# Bodorke
Bodorke (Rutilus) su rod slatkovodnih riba porodice šarana (latinski Cyprinidae), reda šaranki (latinski Cypriniformes), rasprostranjene u Europi, zapadnoj i sjevernoj Aziji.
Najpoznatiji predstavnik roda je - bodorka.

## Popis vrsta
- Rutilus albus Marić, 2010
- Rutilus aula (Bonaparte, 1841).
- Rutilus basak (Heckel, 1843).
- Rutilus caspicus (Yakovlev, 1870).
- Rutilus frisii (Nordmann, 1840).
- Rutilus heckelii (Nordmann, 1840).
- Rutilus karamani (Fowler, 1977.
- Rutilus kutum	(Kamensky, 1901)
- Rutilus meidingeri (Heckel, 1851)
- Rutilus ohridanus (Karaman, 1924).
- Rutilus panosi (Bogutskaya & Iliadou, 2006.
- Rutilus pigus (Lacépède, 1803).
- Rutilus prespensis (Karaman, 1924).
- Rutilus rubilio (Bonaparte, 1837).
- Rutilus rutilus (Linnaeus, 1758). - Bodorka
- Rutilus virgo (Heckel, 1852).
- Rutilus ylikiensis (Economidis, 1991).

### Sinonimi
- Rutilus arcasii (Steindachner, 1866) = Achondrostoma arcasii (Steindachner, 1866)
- Rutilus atropatenus (Derjavin, 1937 = Pseudophoxinus atropatenus (Derjavin, 1937)
- Rutilus lemmingii (Steindachner, 1866) =Iberochondrostoma lemmingii
- Rutilus lusitanicus (Collares-Pereira, 1980) = Iberochondrostoma lusitanicum
- Rutilus sojuchbulagi (Abdurakhmanov, 1950 = Pseudophoxinus sojuchbulagi

## Vanjske poveznice
|  | Zajednički poslužitelj ima još gradiva o temi Bodorke |
|  | Wikivrste imaju podatke o taksonu Bodorke             |